# Baranowka (rejon kamyszyński)
Baranowka (ros. Барановка) – wieś w Rosji, w obwodzie wołgogradzkim, w rejonie kamyszyńskim. W 2010 liczyła 466 mieszkańców.